# Bahnstrecke Nierstein–Undenheim-Köngernheim
| |                      |                         |                         |
| Streckennummer (DB): | 3567                 |                         |                         |
| Kursbuchstrecke: | 274b (1946)          |                         |                         |
| Streckenlänge: | 10,31 km             |                         |                         |
| Spurweite: | 1435 mm (Normalspur) |                         |                         |
| |                      |                         |                         |
| \| \| \| von Mainz \| \| \| \| 0,0 \| Nierstein \| Nierstein \| \| \| \| nach Ludwigshafen \| \| \| \| 4,1 \| Dexheim \| Dexheim \| \| \| 5,6 \| Dalheim (Kr Mainz)[1] \| Dalheim (Kr Mainz)[1] \| \| \| 8,6 \| Friesenheim (Rheinhess) \| Friesenheim (Rheinhess) \| \| \| \| von Alzey \| \| \| \| 10,2 \| Undenheim-Köngernheim \| Undenheim-Köngernheim \| \| \| \| nach Bodenheim \| \| |                      |                         |                         |
| Strecke |                      | von Mainz               | von Mainz               |
| Bahnhof | 0,0                  | Nierstein               | Nierstein               |
| Abzweig ehemals geradeaus und nach links |                      | nach Ludwigshafen       | nach Ludwigshafen       |
| Haltepunkt / Haltestelle (Strecke außer Betrieb) | 4,1                  | Dexheim                 | Dexheim                 |
| Haltepunkt / Haltestelle (Strecke außer Betrieb) | 5,6                  | Dalheim (Kr Mainz)      | Dalheim (Kr Mainz)      |
| Haltepunkt / Haltestelle (Strecke außer Betrieb) | 8,6                  | Friesenheim (Rheinhess) | Friesenheim (Rheinhess) |
| Abzweig geradeaus und von links (Strecke außer Betrieb) |                      | von Alzey               | von Alzey               |
| Bahnhof (Strecke außer Betrieb) | 10,2                 | Undenheim-Köngernheim   | Undenheim-Köngernheim   |
| Strecke (außer Betrieb) |                      | nach Bodenheim          | nach Bodenheim          |

Die Bahnstrecke Nierstein–Undenheim-Köngernheim war eine eingleisige, nicht elektrifizierte Nebenbahn in Rheinland-Pfalz.

## Geschichte

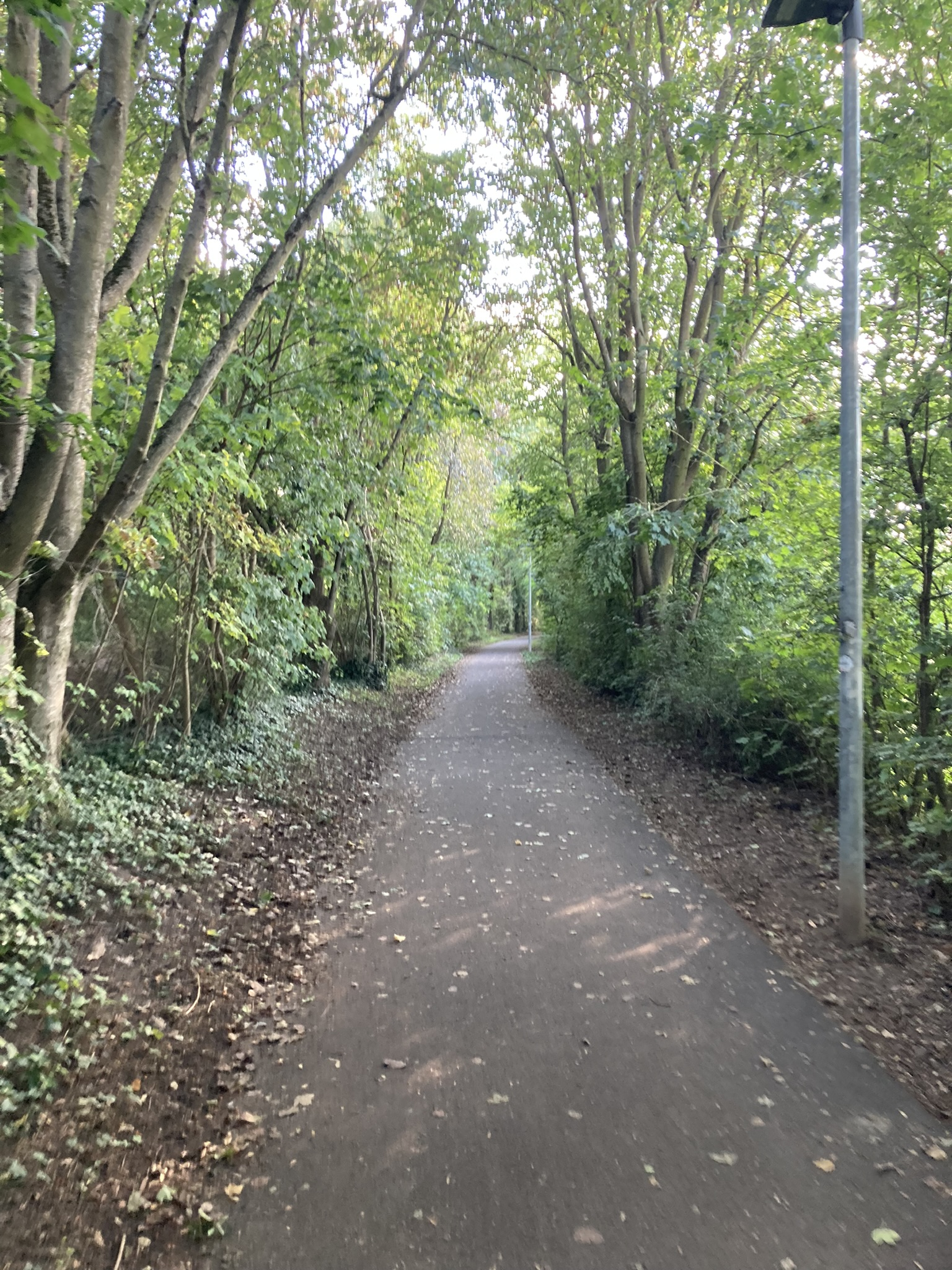
Der Radweg bei Dexheim auf der ehemaligen Trasse

Die Strecke wurde zum 1. November 1900 eröffnet. Sie verband Nierstein, an der Ludwigsbahn, mit Undenheim/Köngernheim und hieß im Volksmund Valtinche [valˈtiːnʒə]. Am 10. Februar 1914 wurden auf der Strecke „mit Eintritt der Dunkelheit“ neue „Doppellichtvorsignale“ in Betrieb genommen, die dem heute noch gebräuchlichen Modell des Formsignals entsprachen.
Die Stationsgebäude in Dexheim und Dalheim waren baugleich mit den Stationsbauten auf der zeitgleich gebauten Altrheinbahn. Sie folgten damit einem Einheitsbauplan der Bahnbauabteilung Oppenheim.
Am 7. Oktober 1951 wurde der Personenverkehr eingestellt. Zum 22. Mai 1955 wurde die Zugsicherung auf der Strecke auf vereinfachten Nebenbahndienst umgestellt.
Zu großer Ehre kam der Bahnhof Dexheim am 2. August 1957: Der Wahlkampfsonderzug des damaligen Bundeskanzlers Konrad Adenauer wurde zur Übernachtung dort abgestellt.
Nach Aufgabe des Güterverkehrs zum 29. Mai 1960 wurde die Strecke stillgelegt. Die Gleise sind demontiert und die Strecke ist teils zu einem Wirtschaftsweg, teils zu einer Ortsstraße in Dexheim und teils zu einem Fahrradweg umgebaut. Dieser erhielt – ebenso wie vorher die Eisenbahnstrecke – den Namen Valtinche.